# مارين إسكندر
مارين إسكندر (بالكرواتية: Marin Skender)‏ هو لاعب كرة قدم كرواتي، ولد في 12 أغسطس 1979 في أوسييك في كرواتيا. لعب مع ديلا غوري ونادي أوسييك ونادي دينامو زغرب ونادي زغرب ونادي سوندرييسكه.

## وصلات خارجية
- مارين إسكندر على موقع قاعدة بيانات كرة القدم.إي يو (الإنجليزية)
- مارين إسكندر على موقع Soccerway.com (الإنجليزية)
- مارين إسكندر على موقع عالم كرة القدم.نت (الإنجليزية)